# Guðný Árnadóttir
Guðný Árnadóttir (* 4. August 2000) ist eine isländische Fußballspielerin. Die Abwehrspielerin spielt seit 2018 in der isländischen Nationalmannschaft. Auf Vereinsebene spielte sie zunächst für FH Hafnarfjörður in der zweiten isländischen Liga, dann in der ersten Liga, dann für Valur Reykjavík und von 2020 bis 2024  in Italien, zunächst leihweise für die SSD Napoli, ab August 2021 für die AC Mailand. Aktuell spielt sie für Kristianstads DFF.

## Karriere

### Vereine
Guðný spielte am 18. Mai 2015, knapp 11 Wochen vor ihrem 15. Geburtstag in einem Pokalspiel erstmals für FH Hafnarfjörður, wobei sie die volle Spielzeit auf dem Platz stand.  Elf Tage später bestritt sie ihr erstes Zweitligaspiel und kam in der Saison auf zehn reguläre Spiele und zudem fünf Einsätze in der Aufstiegsrunde, die erfolgreich abgeschlossen wurde. 2016 spielte sie dann mit FH in der ersten Liga, wo sie in 16 von 18 Spielen eingesetzt wurde. Als Sechste konnten sie die Liga halten. 2017 kam sie in allen 18 Ligaspielen zum Einsatz und wurde mit ihrer Mannschaft erneut Sechste. 2018 hatte sie nur 15 Einsätze und als Tabellenletzter stieg FH ab. Guðný wechselte daraufhin zu Valur Reykjavík, war dort auch sofort Stammspielerin und konnte 2019 ihren ersten Meistertitel gewinnen. Nach der Saison 2020 wechselte sie zur AC Mailand, wurde aber im Dezember an Aufsteiger SSD Napoli ausgeliehen. In der Qualifikation zur UEFA Women’s Champions League 2021/22 gewann sie mit Milan im Halbfinale mit 2:1 beim FC Zürich. Ohne sie verloren ihre Mitspielerinnen dann im Finale gegen die Frauen des TSG 1899 Hoffenheim.
Im März 2024 wechselte sie zu Kristianstad DFF in die Damallsvenskan.

### Nationalmannschaft
Guðný durchlief ab 2015 die isländischen Juniorinnenmannschaften, wobei sie in einigen Jahren sowohl für die U-16, die U-17 als auch die U-19 Mannschaft spielte. Mit der U-17 nahm sie im Juni 2015 an der U-17-Fußball-Europameisterschaft der Frauen 2015 in ihrer Heimat teil, für die die Isländerinnen automatisch qualifiziert waren. Sie verloren aber alle drei Spiele und schieden als Gruppenletzte aus. Vier Monate später folgte die erste Qualifikationsrunde in Montenegro für die U-17-Fußball-Europameisterschaft der Frauen 2016. Mit zwei Siegen und einer Niederlage erreichten sie als Gruppenzweite die Eliterunde. Hier konnten sie im März 2016 beim Turnier in Serbien nur das erste Spiel gegen Belgien gewinnen, verloren aber gegen England und die Gastgeberinnen, so dass sie nur Gruppendritte wurden. Im Oktober 2016 konnte ihre Mannschaft ohne sie die erste Runde bei einem Turnier in Irland hinter den Irinnen als Gruppenzweite abschließen. Bei der Ende März/Anfang April 2017 ausgetragenen Eliterunde war sie dann wieder dabei. Die Isländerinnen konnten zwar gegen Schweden und Gastgeber Portugal gewinnen, verloren aber gegen Spanien, wodurch die Endrunde verpasst wurde. Damit endete ihre Zeit in der U-17.
Bereits im September 2016 hatte sie mit 16 Jahren mit der U-19-Mannschaft an der ersten Qualifikationsrunde für die U-19-Fußball-Europameisterschaft der Frauen 2017 teilgenommen und im ersten Spiel gegen die Färöer ihr bisher einziges Länderspieltor zum 5:0-Endstand erzielt. Nach einem weiteren Sieg gegen Kasachstan konnten sie eine Niederlage gegen Finnland verkraften und sich für die Eliterunde qualifizieren, die dann ohne sie und ohne Erfolg im Juni 2017 stattfand. Sie wurde dann wieder in der ersten Qualifikationsrunde für die U-19-Fußball-Europameisterschaft der Frauen 2018 eingesetzt. Nach Siegen gegen Montenegro und das Kosovo sowie einer knappen Niederlage gegen die deutschen Gastgeberinnen  waren sie für die Eliterunde qualifiziert. Diese fand im Juni 2018 statt, aber diesmal reichten zwei Siege nicht um die Endrunde zu erreichen, da gegen Norwegen mit 0:2 verloren wurde. Beim nächsten Anlauf im Oktober 2018 war sie nicht dabei, ihre Mannschaft konnte mit drei Siegen mit 11:2 Toren die Eliterunde im April 2019 erreichen. Dies war dann ihr letztes U-Turnier und mit je einem Sieg, einem Remis und einer Niederlage verpassten sie die Endrunde.
Schon im Januar 2018 hatte sie ihren ersten Einsatz in der A-Nationalmannschaft gehabt. In einem Testspiel gegen Norwegen während eines Trainingslagers in La Manga wurde sie zur zweiten Halbzeit eingewechselt. Beim Algarve-Cup 2018 hatte sie im zweiten Gruppenspiel gegen Ex-Weltmeister Japan dann ihren ersten 90-minütigen Einsatz und auch im Spiel um Platz 9 gegen Dänemark stand sie für 90 Minuten auf dem Platz. Nach zwei weiteren Einsätzen in Freundschaftsspielen 2018 und beim Pinatar Cup, folgte am 17. September 2020 ihn erster Pflichtspieleinsatz in der Qualifikation für die EM 2022. Beim 9:0 gegen Lettland wurde sie in der 56. Minute eingewechselt. Zuvor war sie bereits für die ersten drei Qualifikationsspiele nominiert worden und wurde auch für die restlichen Qualifikationsspiele nominiert, aber nicht eingesetzt. In den ersten sechs Spielen der Qualifikation für die WM 2023 wurde sie nur einmal nicht eingesetzt.
Am 11. Juni 2022 wurde sie für die EM-Endrunde nominiert. Bei der EM wurde sie nur im dritten Gruppenspiel gegen Frankreich eingesetzt, das wie das erste und zweite Gruppenspiel 1:1 endete. Mit diesen drei Remis reichte es nur zum dritten Platz.
Sie stand auch bei den letzten beiden Gruppen-Spielen in der Qualifikation für die WM 2023 in der Startelf. Nach einem 6:0-Sieg gegen Belarus kam es am letzten Spieltag in Utrecht zum Finale um den Gruppensieg gegen die Niederlande, wobei den Isländerinnen ein Remis gereicht hätte. Bis zur 3. Minute der Nachspielzeit hielten sie ihr Tor sauber, dann mussten sie das einzige Tor des Spiels hinnehmen, wodurch sich die Niederländerinnen qualifizierten und die Isländerinnen in die Play-offs gegen Portugal mussten. Durch eine 1:4-Niederlage nach Verlängerung verpassten sie endgültig die WM-Endrunde.
Da erstmals das Abschneiden bei der WM für die europäischen Teams nicht entscheidend für die Qualifikation zu den Olympischen Spielen 2024 war, hatten die Isländerinnen noch die Chance sich über die UEFA Women’s Nations League 2023/24 für die Spiele in Paris zu qualifizieren. Die Isländerinnen konnten aber nur die beiden Spiele gegen Wales und das letzte Spiel gegen Dänemark gewinnen, verloren aber beide Spiele gegen Deutschland und das Heimspiel gegen Dänemark. Damit verpassten sie als Gruppendritte nicht nur das Final Four Turnier, bei dem um zwei Olympiatickets gespielt wurde, sondern mussten auch in die Relegation. Hier setzten sie sich aber mit 1:1 und 2:1 gegen Serbien durch, so dass sie in Liga A bleiben. Guðný kam in fünf Gruppenspielen und beim Sieg gegen Serbien zum Einsatz.
In der für die Isländerinnen erfolgreich verlaufenen Qualifikation für die EM 2025 wurde sie in allen sechs Spielen eingesetzt.
Am 13. Juni 2025 wurde sie für die EM-Endrunde 2025 nominiert. Sie kam bei zwei der drei Niederlagen ihrer Mannschaft zum Einsatz, nach denen die Isländerinnen ausschieden.

## Erfolge
- Isländische Meisterin: 2019 (mit Valur)